# 新保守黨 (新西蘭)
新保守党是一个新西蘭的政党。 其被觀察家形容為极右翼政黨，    不過新保守黨並不認同此看法。 新保守黨主张降低税收、推行反堕胎措施和紧缩削减政策。
它於2011年8月由商人和政治活动家科林·克里格（Colin Craig）以「保守党」之名成立，及後，他一直领导该党，直至他2015年6月辞任。从2013年至2016年，该党在於奥克兰的上港地方委員會有两名成员。该党于2017年11月更名为现名。  该党参加了2011年至2020年四次大选，但均未赢得任何席位。在2020年大选中，他们获得了1.5%的选票。 